# ستيفان نزو إمبا
ستيفان نزو إمبا (بالفرنسية: Stéphane N'Zue Mba) (مواليد 22 يونيو 1979) هو ملاكم غابوني، مثّل بلاده في الألعاب الأولمبية الصيفية 2000.

## روابط خارجية
ستيفان نزو إمبا على موقع أوليمبيديا (الإنجليزية)